# فرنسيس غرين
فرنسيس غرين (بالإنجليزية: Francis Green)‏ (23 أبريل 1980 بنوتنغهام في المملكة المتحدة - ) هو لاعب كرة قدم بريطاني في مركز الهجوم. لعب مع أكسفورد يونايتد وماكليسفيلد تاون ونادي بيتربورو يونايتد ونادي كيترينغ تاون وEastwood Town F.C. ‏ وIlkeston F.C. ‏ وHucknall Town F.C. ‏ ولينكولن سيتي أف سي وBrackley Town F.C. ‏ ونادي كوربي تاون وBasford United F.C. ‏ وسبالدينغ يونايتد ‏ ونادي بوسطن يونايتد.

## وصلات خارجية
- فرنسيس غرين على موقع قاعدة بيانات كرة القدم.إي يو (الإنجليزية)
- فرنسيس غرين على موقع Soccerbase.com (لاعب) (الإنجليزية)
- فرنسيس غرين على موقع Soccerway.com (الإنجليزية)